# Assassinato de Shafilea Ahmed

Shafilea Ahmed

Shafilea Iftikhar Ahmed (14 de julho de 1986 — 11 de setembro de 2003) foi uma menina britânico-paquistanesa que foi assassinada por seus pais, aos 17 anos, em um crime de honra, devido à sua recusa em aceitar um casamento arranjado.
Em agosto de 2012, os pais de Ahmed foram condenados à prisão perpétua pelo assassinato dela, só podendo pedir liberdade condicional após 25 anos. Foi levantada a possibilidade de outras pessoas terem ajudado os pais a se desfazerem do corpo da filha; após o julgamento dos pais, o chefe executivo do Conselho para Mesquitas de Bradford encorajou qualquer pessoa com informações sobre o caso a fornecer informações para ajudar a polícia.

## Antecedentes
Shafilea Ahmed nasceu em 14 de julho de 1986 em Bradford, West Yorkshire, filha de pais imigrantes paquistaneses. Ela tinha o apelido de "Shaf". Seus pais, que são do ramo sunita do Islã e falantes nativos de Punjabi, são originários da vila de Uttam, no distrito de Gujrat. A família morava na área de Great Sankey, em Warrington, Cheshire. Ahmed frequentou a Great Sankey High School, Barrowhall College, e Priestley College desde setembro de 2003. No mesmo mês, ela começou um emprego de meio período no call center Manweb em Warrington. Ela era uma estudante A-Level e esperava se tornar uma advogada.
Durante uma viagem ao Paquistão no início de 2003, Ahmed engoliu água sanitária no que foi relatado como uma tentativa de suicídio. Seus pais alegaram que isso foi um erro simples e que ela bebeu água sanitária durante um corte de energia porque pensou que era um enxaguante bucal, uma afirmação que os promotores chamaram de “uma mentira estúpida e óbvia.” Ahmed sofreu grandes danos na garganta, pelos quais ela estava recebendo cuidados regulares no momento de seu desaparecimento. De acordo com relatos da mídia, ela recusou um pretendente em um casamento forçado durante esta viagem, embora seus pais negassem ter havido qualquer tentativa de pressioná-la a concordar com o possível casamento.

## Assassinato
Ahmed desapareceu em 11 de setembro de 2003 após terminar seu turno no central de atendimento . Seu desaparecimento não é relatado por seus pais. Ela é dada como desaparecida em 18 de setembro por Joanne Code, sua ex-professora, depois de ouvir seus irmãos mais novos e amigos de escola levantarem preocupações sobre seu bem-estar. Posteriormente, uma grande campanha instou qualquer pessoa com informações a se apresentar. A atriz Shobna Gulati liderou a campanha na mídia e leu alguns de seus poemas na televisão. Foi lançada uma caçada a nível nacional, mas quando Ahmed não conseguiu procurar tratamento para a garganta danificada, os detetives convenceram-se de que ela tinha sido assassinada num possível "crime de honra" relacionado com a rejeição do seu pretendente paquistanês. O superintendente Geraint Jones disse ao Daily Mirror que “sua família diz que um pretendente foi encontrado para ela no Paquistão, mas ela estava livre para tomar suas próprias decisões.”
Em fevereiro de 2004, os restos mortais desmembrados de Ahmed foram encontrados após fortes enchentes no rio Kent, perto de Sedgwick, Cumbria, a 110 km de Warrington. A polícia disse que o cadáver foi escondido deliberadamente, e uma pulseira de ouro em “zigue-zague” e um anel de topázio azul encontrados com o corpo foram identificados por seus pais. Devido à decomposição avançada de seus restos mortais, a causa da morte não pôde ser determinada pela patologista Alison Armer. Seu crânio e seus órgãos internos estavam faltando e a parte superior de seu corpo estava extremamente decomposta, disse ela. O sargento-detetive Mike Forrester declarou em uma audiência: “A patologista não conseguiu determinar a causa da morte, mas disse que o corpo era de uma jovem mulher. Obviamente, devido ao estado do corpo, ela não foi capaz de fornecer mais informações.” A polícia acredita que o corpo provavelmente estava lá desde o dia em que ela desapareceu ou não muito depois. Uma segunda autópsia ordenada pelo legista de South Lakeland, Cyril Prickett, não acrescentou mais nada.
O inspetor Mike Forrester, da Polícia de Cumbria, declarou em uma audiência de inquérito que "não estava claro se todas as partes do corpo de Ahmed foram encontradas" e que os testes de DNA "deram uma chance em um bilhão de que os restos mortais fossem de alguém que não fosse Shafilea". O dentista de Ahmed disse ter 90% de certeza de que a mandíbula encontrada era dela depois de examinar o tratamento odontológico realizado nela.
Os pais de Ahmed, o motorista de táxi Iftikhar Ahmed, de 51 anos, e a dona de casa Farzana Ahmed, de 48 anos, foram libertados sem acusação depois de terem sido presos brevemente junto com outros cinco membros de sua família. Vários poemas de Ahmed interessaram à polícia, nomeadamente "I Feel Trapped", que reflecte o estado emocional desesperador de Ahmed e descreve uma vida sem esperança com uma família que a ignorava e que ela tinha fugido de casa várias vezes. A amiga de Ahmed, Sarah Bennett, relembrou uma ocasião em que Ahmed foi rotulada de “vagabunda” por sua mãe por tingir o cabelo e usar unhas postiças. A vizinha Sheila Costello disse: "Ela já foi dada como desaparecida duas vezes e foi encontrada hospedada com amigos. Ouvimos dizer que eles discutiram sobre um casamento arranjado / forçado e que Shafi havia fugido. Espero que nada de terrível tenha acontecido com ela."
Após três anos, a Polícia de Cheshire não havia identificado nenhum suspeito, embora oito membros da família extensa de Ahmed tenham sido presos sob suspeita de conspiração para perverter o curso da justiça. O processo contra eles foi arquivado. Um fio de cabelo humano não identificado, que não pertence a membros de sua família imediata, foi encontrado no pé de Ahmed.

## Inquérito sobre a morte
Em janeiro de 2008, o inquérito do legista concluiu que Ahmed foi vítima de um “assassinato muito vil”, tendo sido levada de sua casa em Liverpool Road, em Warrington; o veredicto foi homicídio ilegal. A família dela saiu do inquérito sem fazer qualquer comentário. Após o inquérito, seus pais tentaram, sem sucesso, anular o veredicto de homicídio ilegal e substituí-lo por um veredicto aberto; seu pai argumentou que a visão do legista era “tendenciosa”.

## Julgamento e prisão dos pais
A irmã mais nova de Ahmed, Alesha, organizou um assalto que ocorreu na casa de seus pais em 25 de agosto de 2010, durante o qual ela, seu irmão, irmãs e pais estavam na casa. Ela foi presa e disse à polícia que seus pais haviam matado Ahmed. Ela disse à polícia que depois de tentar forçar Ahmed a aceitar o casamento arranjado, os seus pais temiam que a sua recusa pudesse envergonhar a família, por isso o seu pai colocou um saco de plástico na boca de Ahmed e sufocou-a até à morte.
Em 7 de setembro de 2011, a Polícia de Cheshire anunciou que os pais de Ahmed foram acusados de seu assassinato. O julgamento começou em maio de 2012, e ambos foram considerados culpados de assassinato e condenados à prisão perpétua com pena mínima de 25 anos em 3 de agosto de 2012. O juiz Roderick Evans disse: "Uma expectativa de que ela viva em um ambiente cultural fechado e separado da cultura do país em que ela vivia era irrealista, destrutiva e cruel." A Polícia de Cheshire propositadamente não se referiu aos acontecimentos como "crimes de honra", esclarecendo que não reconhecem legalmente o termo e que o que aconteceu foi simplesmente homicídio.
Após o julgamento, a polícia estaria investigando a possibilidade de os pais de Ahmed terem recebido ajuda quando abandonaram o corpo dela em 2003, e que estavam investigando novas informações reveladas durante o julgamento. Em agosto de 2012, o chefe executivo do Conselho para Mesquitas de Bradford encorajou qualquer pessoa que soubesse do caso a se manifestar e disse que seu grupo ajudaria a polícia.

## Repercussão e consequências
Após a condenação dos pais de Ahmed pelo assassinato, Melissa Powner, amiga íntima de Ahmed, leu uma declaração fora do tribunal:
Esperamos por este dia há muitos anos. Vimos os seus assassinos andarem livres, mas hoje ouvimos essas palavras importantes: palavras que finalmente trouxeram à nossa amiga a justiça que ela merece. Shafilea era uma jovem carinhosa, espirituosa e corajosa que, mesmo nos momentos mais difíceis, sempre se esforçou para permanecer positiva e esperançosa de que um dia ela também seria capaz de viver a vida pacífica e feliz que merecia. Shafilea era uma jovem extremamente inteligente que, sem dúvida, teria realizado suas ambições pessoais de se tornar advogada, mas esta oportunidade foi injustamente tirada dela. Se há algo que rezamos para que resulte disso, é que seu belo rosto e sua história trágica inspirem outros a buscar ajuda para fazê-los perceber que esse tipo de tratamento vil — não importa de que cultura ou origem alguém seja — não é aceitável e há uma saída.
Em 14 de julho de 2015, foi realizado o primeiro Dia Nacional em Memória das Vítimas de Crimes de Honra. Organizado pela instituição de caridade Karma Nirvana, com sede em Leeds, é realizado anualmente no aniversário de Ahmed.
Em agosto de 2022, o podcast Method & Madness lançou um episódio apresentando o caso de Shafilea.